# 鳧徯

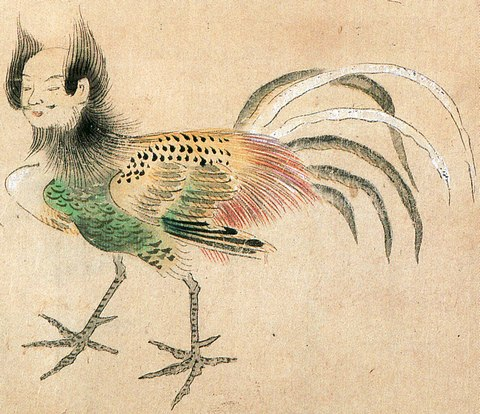
江戸時代の日本の図巻『怪奇鳥獣図巻』より「鳧徯」

鳧徯（ふけい　Fuxi）は、中国に伝わる怪鳥。
『山海経』の「西山経」に記されており、鹿台山（ろくたいさん）という山に住むという。人間の顔をした雄鶏の姿で、不気味な声で鳴くといい、これが現われると天下に争いが起こるとされる。『事物紺珠』では、兵乱の予兆とされる鳥獣として『山海経』から朱厭（しゅえん）と共にこの鳧徯の名前が挙げてられている。自らの名前を叫ぶといい、「鳧徯」という名称は鳴き声から名づけられたことが説かれている。このような鳴き声の擬声語を用いた命名法は『山海経』の中に記されている鳥や獣には多く登場する。